# Clancy Eccles
Clancy Eccles (* 9. Dezember 1940 in Dean Pen, Saint Mary Parish; † 30. Juni 2005 in Spanish Town bei Kingston) war ein jamaikanischer Reggae- und Skamusiker und -Produzent.

## Werdegang
Im Jahr 1959 zog Clancy Eccles nach Kingston. Dort bekam er bei einer Talenteshow von Coxsone Dodd einen Plattenvertrag. 1961 wurde seine erste Single Freedom veröffentlicht, bekannt wurde er im selben Jahr mit River Jordan.
Da Eccles mit seiner Musik wenig verdiente, unterbrach er seine Musikkarriere und zog 1965 nach Annotto Bay, um dort als Schneider zu arbeiten. Ende 1966 kehrte er ins Musikgeschäft zurück und produzierte seine eigene Single Darling Don’t Do That / Guns Town.
Der 1968 mit Eric Morris aufgenommene Song Say What You’re Saying und Fatty Fatty wurden neben den früher aufgenommenen Freedom und River Jordan zu seinen größten Erfolgen.
1971 unterstützte Eccles mit einigen Reggaemusikern den linken PNP-Politiker Michael Manley bei der Wahl zum Premierminister. Eccles trat bis 1980 immer wieder auf, um die People’s National Party zu unterstützen.
Eccles war Produzent für jamaikanische Musiker wie Joe Higgs, Busty Brown und Larry Marshall.
Im Juni 2005 erlitt Eccles einen Schlaganfall. Nach fünf Tagen im Koma starb er am 30. Juni 2005 in einem Krankenhaus in Spanish Town.

## Stimmen von Kollegen
“Clancy wasn’t one of those rip-off producers. Clancy treated us good, cause at that time a lot of the artists were suffering. We could have suffered too, like the rest of them, but Clancy is more humanitarian than a lot of them, we always have money. Clancy opened a bank account for us in Jamaica when we were in Canada and put money in, so that when we came back we had money. He did a lot more than what a normal producer would do, because of the type of person he is. He’s kind-hearted.”

„Clancy war keiner dieser Abzocker-Produzenten. Clancy hat uns gut behandelt, denn zu dieser Zeit haben viele Musiker gelitten. Wir hätten auch leiden können, wie der Rest, aber Clancy ist menschlicher als viele von ihnen, wir hatten immer Geld. Clancy eröffnete für uns ein Bankkonto in Jamaika, als wir in Kanada waren, und zahlte Geld ein, so dass wir, als wir zurückkamen, Geld zur Verfügung hatten. Er hat viel mehr getan, als ein normaler Produzent tun würde, weil er eine besondere Art von Mensch ist. Er ist gutherzig.“

## Diskografie (Auswahl)

### Singles
- River Jordan (1961)
- Freedom (1961)
- Judgement (1963)
- Glory Hallelujah (1963)
- Sammy No Dead (1965)
- Miss Ida Ska Beat (1965)
- Guns Town (1966)
- Feel the Rhythm (1967)
- 1967: What Will Your Mama Say (Pama Records)
- 1968: The Fight (Pama)

### Alben
- 1998: Fatty Fatty 1967–1970 (Trojan)
- 2005: Freedom. The Anthology 1967–1973 (Trojan)